# ماكسويل فاولر
ماكسويل فاولر (بالإنجليزية: Maxwell Fuller) هو لاعب شطرنج أسترالي، ولد في 28 يناير 1945 في سيدني في أستراليا، وتوفي بنفس المكان في 27 أغسطس 2013.

## وصلات خارجية
- ماكسويل فاولر على موقع مباريات الشطرنج (الإنجليزية)
- ماكسويل فاولر على موقع 365Chess.com (الإنجليزية)
- ماكسويل فاولر على موقع Chesstempo.com (الإنجليزية)
- ماكسويل فاولر سجل أولمبياد الشطرنج على موقع OlimpBase.org (الإنجليزية)